# Aida Mbodj
 Aïda Mbodj là một chính trị gia người Senen, một Phó và một Bộ trưởng Nội các, đồng thời là Phó Chủ tịch Quốc hội Sénégal.

## Tiểu sử
Trong chính phủ đầu tiên của Macky Sall (từ ngày 21 tháng 4 năm 2004 đến ngày 23 tháng 11 năm 2006), bà là Bộ trưởng Phụ nữ, Gia đình và Phát triển Xã hội. Bà cũng giữ một vị trí nội các trong chính phủ thứ hai của Macky Sall (từ ngày 23 tháng 11 năm 2006 đến ngày 19 tháng 6 năm 2007), lần này với danh mục nội các lớn hơn, với tư cách là Bộ trưởng Phụ nữ, Gia đình, Phát triển Xã hội và Doanh nhân Phụ nữ.
Trước sự thất vọng của những người ủng hộ, bà đã không được giữ trong chính phủ của Cheikh Hadjibou Soumaré, người đã đặt tên Awa Ndiaye vào bài viết vào tháng 6 năm 2007.
Mbodj đã trở lại chính trị vào năm 2011, gần đây được bổ nhiệm vào nội các của chính phủ của Tổng thống đương nhiệm Abdoulaye Wade với tư cách là Bộ trưởng Bộ Ngoại giao, Tổ chức Gia đình và Phụ nữ. Bà là người ủng hộ những nỗ lực của Abdoulaye Wade trong việc sửa đổi Hiến pháp để cho phép tiếp tục tại vị trong một nhiệm kỳ khác. Các cuộc biểu tình lớn được tổ chức bởi cả những người ủng hộ và những người phản đối Wade đã diễn ra vào Mùa hè năm 2011.

### Bài viết
- Sénégal
- Phụ nữ Sénégal